# Slot Bellevue
Slot Bellevue is de officiële ambtswoning van de Duitse Bondspresident. Het slot ligt in Berlijn aan de westkant van het grote Tiergarten-park, direct aan de oever van de Spree. Het slot heeft zijn naam te danken aan het uitzicht over de rivier. 

## Architectuur
Het slot is gebouwd in opdracht van de jongere broer van Friedrich II, Ferdinand van Pruisen, naar plannen van de Nederlands-Pruisische architect Michael Philipp Boumann. Het gebouw kwam in 1786 gereed. Er is bij de bouw gebruikgemaakt van reeds bestaande delen van het gebouw. Het grondplan bestaat uit een langgerekt gebouw van twee verdiepingen met drie vleugels, te weten het hoofdgebouw, de damesvleugel aan de linkerzijde en aan de rechterzijde de Spreevleugel. Het gebouw is gebouwd in vroeg-classicistische stijl.
Het interieur is door de tijd vele malen veranderd. In de jaren vijftig heeft een grote renovatie plaatsgevonden die niet in lijn lag met het historische karakter van het gebouw. Het werd spottend "een mix van een filmster sanatorium en een ijssalon" genoemd. De balzaal uit 1791 is tot op heden altijd behouden gebleven.

## Gebruik
Ferdinand heeft het slot tot aan zijn dood in 1813 voornamelijk als lustoord gebruikt. Daarna woonde zijn zoon August er, totdat het in 1843 gekocht werd door Frederik Willem IV van Pruisen. Gedurende de Eerste Wereldoorlog werd het slot gebruikt door de Oberste Heeresleitung. Na een aantal malen van eigenaar verwisseld te zijn werd het vanaf 1938 als gasthuis van de Duitse rijksregering in gebruik genomen. In augustus 1941 werd het slot zwaar beschadigd door brandbommen. Na een grondige restauratie is het vanaf 1954 weer in gebruik als tweede ambtswoning voor de Duitse Bondspresident (naast die in Bonn). Na de Duitse hereniging heeft de toenmalige president Richard von Weizsäcker het slot in 1994 weer in gebruik genomen als eerste ambstwoning. Zijn opvolgers Johannes Rau en Horst Köhler hebben het slot vanwege de slechte staat waarin het verkeerde slechts als werkpaleis gebruikt en niet als woning.
Het slot wordt anno 2009 dusdanig verbouwd dat het in de toekomst meer als kantoor- en ontvangstruimte gebruikt wordt dan als woning.